# Hetterscheidt
Hetterscheidt ist eine der fünf Gemarkungen der nordrhein-westfälischen Stadt Heiligenhaus. Hetterscheidt liegt im Osten der Stadt und grenzt an Velbert.

## Geschichte
847 wurde in einer Schenkungsurkunde die Villa Hestratescethe dem Kloster Werden überlassen und somit der Ort erstmals urkundlich erwähnt. In einer Urkunde von 1386 wird ein Johann von Hetterscheid angeführt, der vermutlich einem damaligen Rittergut im Bereich der Honschaft Hetterscheidt zuzuordnen ist.
Bis ins 19. Jahrhundert war die Honschaft Hetterscheidt eine der untersten Verwaltungseinheiten im ländlichen Außenbezirk der bergischen Bürgermeisterei Velbert.

## Baudenkmäler
Mehrere Gebäude in Hetterscheidt stehen auf der Baudenkmalliste von Heiligenhaus. Dazu gehören im Bereich Abtsküche unter anderem die Kapelle St. Jakobus und der Wehrturm des ehemaligen Haus Hetterscheidt.

## Verkehr
Durch Hetterscheidt verläuft die Bundesstraße 227. Außerdem ist Hetterscheidt über die Autobahnanschlussstelle Hetterscheidt an die A 44 nach Essen und (ab voraussichtlich 2025 auch) nach Düsseldorf angeschlossen.